# The Colonel’s Bequest
The Colonel’s Bequest: A Laura Bow Mystery (deutsch etwa: Das Vermächtnis des Colonels: Ein Laura-Bow-Krimi) ist ein textbasiertes Adventure von Sierra On-Line aus dem Jahr 1989. Es wurde für Amiga, Atari ST und MS-DOS veröffentlicht.

## Handlung
Die Spielfigur, die Studentin und angehende Journalistin Laura Bow, Tochter eines Kriminalkommissars aus New Orleans, reist 1925 auf Einladung ihrer Freundin, Lillian Prune auf die Plantage von Lillians Onkel, Colonel Henri A. Dijon. Dieser kündigt nach dem Essen an, altersbedingt sein Testament gemacht zu haben, und dass sein Erbe zwischen seinen zum Todeszeitpunkt lebenden Verwandten und Freunden aufgeteilt werden solle. In den folgenden Stunden belauern und bekämpfen sich die elf potenziellen Erben gegenseitig; es kommt zu Todesfällen, die Laura Bow aufzuklären sucht. Dabei rückt sie jedoch selbst ins Visier des Mörders.

## Spielprinzip und Technik
Die Handlung ist wie ein Theaterstück in einzelne Akte unterteilt. Die Spielwelt wird durch handgezeichnete Räume dargestellt, zwischen denen sich Laura Bow mittels Mausklicks bewegt. Die Interaktion mit der Spielumgebung erfolgt durch einen Textparser. Der Schwerpunkt des Spiels liegt auf der Aufdeckung der Tathintergründe und erinnert an die Situation in den Kriminalromanen von Agatha Christie. Der Fortschritt erfolgt zumeist durch Dialoge und genreübliche Gegenstands- und Kombinationsrätsel, diese sind zwar zur Lösung des Spiels nicht zwangsläufig erforderlich, aber trotzdem nicht weniger wichtig.
Wie bei allen von Sierra entwickelten Textadventures gibt es Punkte im Spiel, die am Ende für den Spieler ausgegeben werden und anhand derer man seinen eigenen Spielfortschritt einschätzen kann. Es gibt bei diesem Spiel keine klassischen Dead-Ends, unlösbare Situationen, die den Spieler zwingen, nochmals von vorne zu beginnen oder einen gespeicherten Spielstand aufzurufen. Der Tod des Spielers in für ihn ungünstig verlaufenden Situationen ist jedoch möglich.

## Produktionsnotizen
1992 erschien ein Nachfolger mit dem Titel Der Dolch des Amon Ra. Das Spiel wird von der Interpreter-Software ScummVM unterstützt.

## Rezeption
Die ASM sah den Reiz des Spiels sowohl in der Handlung als auch in den "verworrenen Beziehungen der einzelnen Charaktere untereinander", lobte Grafik, Animation und Steuerung, kritisierte die sparsame klangliche Untermalung und wertete, Designerin Williams habe "mit diesem phantastischen Adventure erneut die eigene Messlatte ein kräftiges Stück nach oben gelegt". Heinrich Lenhardt lobte in der Power Play Idee und Story des Spiels; Autorin Williams habe "eine Handvoll gut abgehangener Krimi-Klassiker zu einer vergnüglichen Genre-Parodie verwurstelt". Die Spielzeit und der Wiederspielwert seien jedoch zu gering, der Preis zu hoch und der Parser qualitativ minderwertig.
Das Fachmagazin Adventure Gamers ordnete The Colonel’s Bequest: A Laura Bow Mystery 2011 in seiner Liste Top 100 All-Time Adventure Games auf Platz 84 ein.